# AnsaldoBreda
Az AnsaldoBreda olasz vasútijármű-gyártó cég volt. A vállalat 2015-ben szűnt meg.

## Története

### Ansaldo
1853-ban a Gio. Ansaldo & C. céget Genovában gőzmozdonyok, vasúti gördülőállomány és gőzgépek gyártójaként jegyezték be. A vállalat mögött Camillo Benso, Cavour grófja, Piemont-Szardínia nagyhatalmú pénzügyminisztere állt, aki csökkenteni kívánta az importált vonatoktól és gördülőállománytól való függőséget. 1854-ben az Ansaldo belépett a gőzmozdonyok korába az FS113-as modellel, más néven Sampierdarena-val. Az első világháború alatt az Ansaldo az olasz hadsereg nagy fegyverbeszállítója lett; a háború utáni polgári iparra való átállással kapcsolatos leküzdhetetlen nehézségekkel szembesülve a vállalatot végül 1921-ben államosították. Az 1900-as évek hátralévő részében a vállalat különböző területeken diverzifikálódott, különösen az energiatermelés (Ansaldo Energia) és a nukleáris kutatás terén, míg a gördülőállományt az Ansaldo Trasporti alatt egyesítették.

### Breda
1886-ban Ernesto Breda Milánóban megalapította a Società Italiana Ernesto Breda-t. 1908-ra elkészült a Breda ezredik mozdonya. 1936-ban a Breda belépett a villamos vasúti járművek korszakába az FS ETR 200 sorozatú villamos motorvonat gyártásával. Ez a típus 1939-ben 203 km/h sebességgel felállította a vasúti járművek szárazföldi sebességrekordját. Az Ansaldóhoz hasonlóan a Breda is a fasiszta rezsim fő fegyverbeszállítója lett, különösen tüzérség és repülőgépek tekintetében. A második világháború után a vállalatot csőd fenyegette, végül 1947-ben államosították. Az 1950-1960-as évek olasz gazdasági csodája idején a Breda gyártott egy rendkívül sikeres elővárosi vonatot, az FS ETR 300-at, több vasúti kocsi- és mozdonysorozatot, és diverzifikálta tevékenységét a védelmi (OTO Melara) és különösen az autóbuszok területén. Az 1980-as években a Breda részt vett abban a konzorciumban, amely az első olasz nagysebességű vonatot, az FS ETR 500-at tervezte.

### Fúzió és válság (2001-2015)
Egy nagyszabású szerkezetátalakítás keretében az olasz állam 2001-ben az akkoriban veszteséges Ansaldo és Breda összes gördülőállomány-tevékenységét egy új vállalatba, az AnsaldoBredába olvasztotta össze, amely viszont a Finmeccanica állami tulajdonú csoport része lett. Az új vállalat nagy szerződések sorát nyerte el Európa-szerte és az Amerikai Egyesült Államokban; azonban megfelelő finanszírozás és kapacitás hiányában az AnsaldoBreda hírhedt lett megbízhatatlan termékeiről és hosszú késéseiről, ami helyrehozhatatlanul rontotta a vállalat hírnevét.

## Termékek
A vállalat mozdonyokat, nagysebességű vonatokat és villamosokat is gyártott fennállása alatt. Néhány példa az AnsaldoBreda termékeiből:
| Sorozat                       | Kép |
| ----------------------------- | --- |
| AnsaldoBreda A650             |     |
| AnsaldoBreda Driverless Metro |     |
| AnsaldoBreda Meneghino        |     |
| DSB IC4                       |     |
| ETR 500                       |     |
| FS Class ALe 642              |     |
| FS E402 sorozat               |     |
| FS E403 sorozat               |     |
| FS E424 sorozat               |     |
| FS E428 sorozat               |     |
| T-68                          |     |
| Treno Servizio Regionale      |     |
| V250                          |     |